# ذاكرة الوصول العشوائي جيو
في فترة شح الشرائح 1980، لم تستطع شركة كومودور إنترناشونال إنتاج وحدات توسيع ذاكرة الوصول العشوائي (الغيت في النهاية) كافية. اعتمد نظام التشغيل GEOS على ذاكرة الوصول العشوائي الإضافية فأنتجت الشركة المنتج لنظام GEOS   لفافة توسيع الذاكرة الخاصة بها، أسمتها ذاكرة الوصول العشوائي جيو (geoRAM).
باستخدام طريقة التخطيط الداخلي للصفحات (mapped-in page scheme)، كانت ذاكرة الوصول العشوائي جيو أبطأ من لفافة DMA-driven REU، لذلك لم يدعمها برامج أخرى ما عدى GEOS.